# Ярке, Хедвига
Хедвига Ярке (нем. Hedwig Jarke; 1882, Берлин — август 1949, Штарнберг, Бавария) — немецкая художница и гравёр.

## Биография
Родилась в 1882 году; художественное образование получила в Мюнхене. В 1914 году была награждена серебряной медалью на Международной выставке книг и книжной иллюстрации в Лейпциге. Художница была представителем японизма и югендштиля (модерна), была известна своими экспериментами в области раскрашенной гравюры и книжной графики. Помимо этого, создавала модели для фарфора и обложки популярных в те дни журналов.
Последние годы жила в Штарнберге и там же скончался в 1949 году.
В 2010-е годы работы художницы появляются на выставках крупных немецких музеев и хранятся в коллекциях нескольких крупных архивов и библиотек.

## Галерея

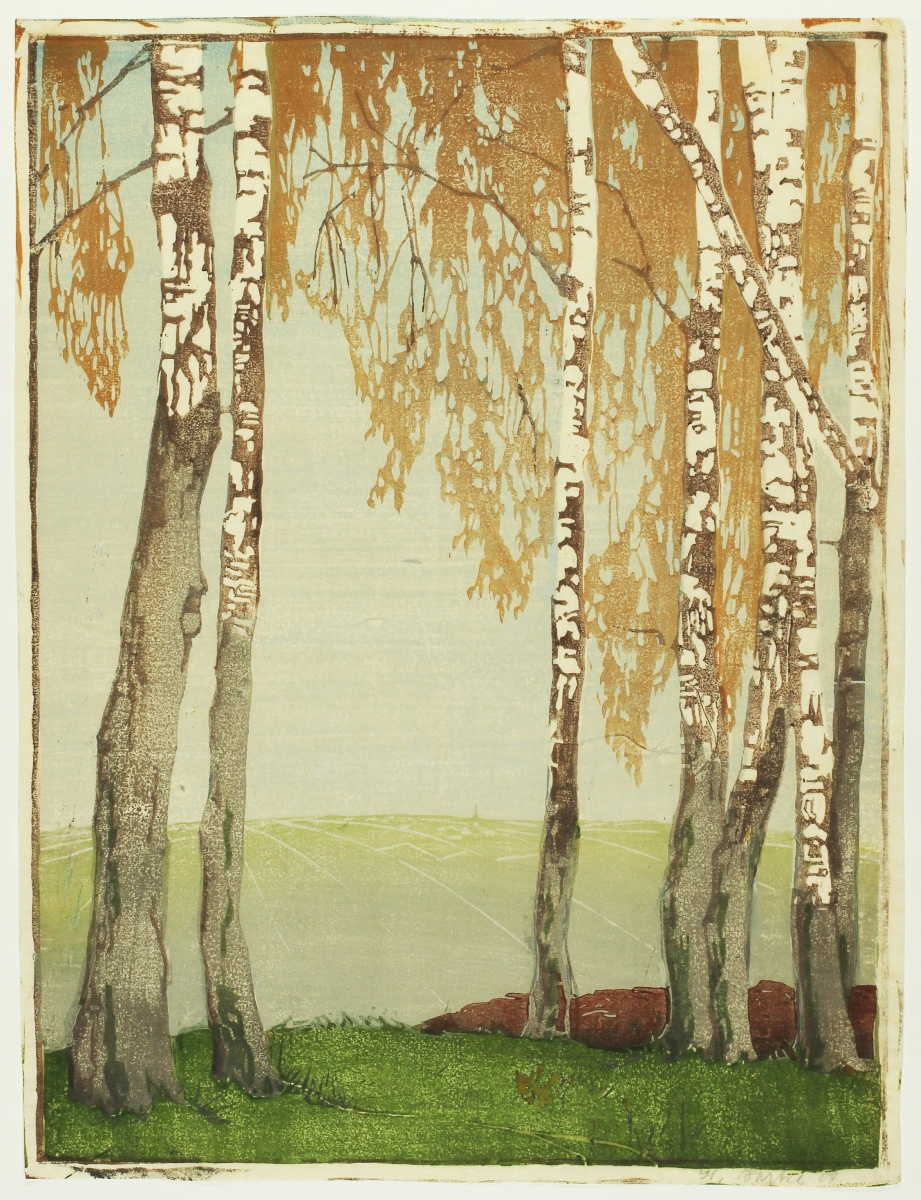
Берёзы
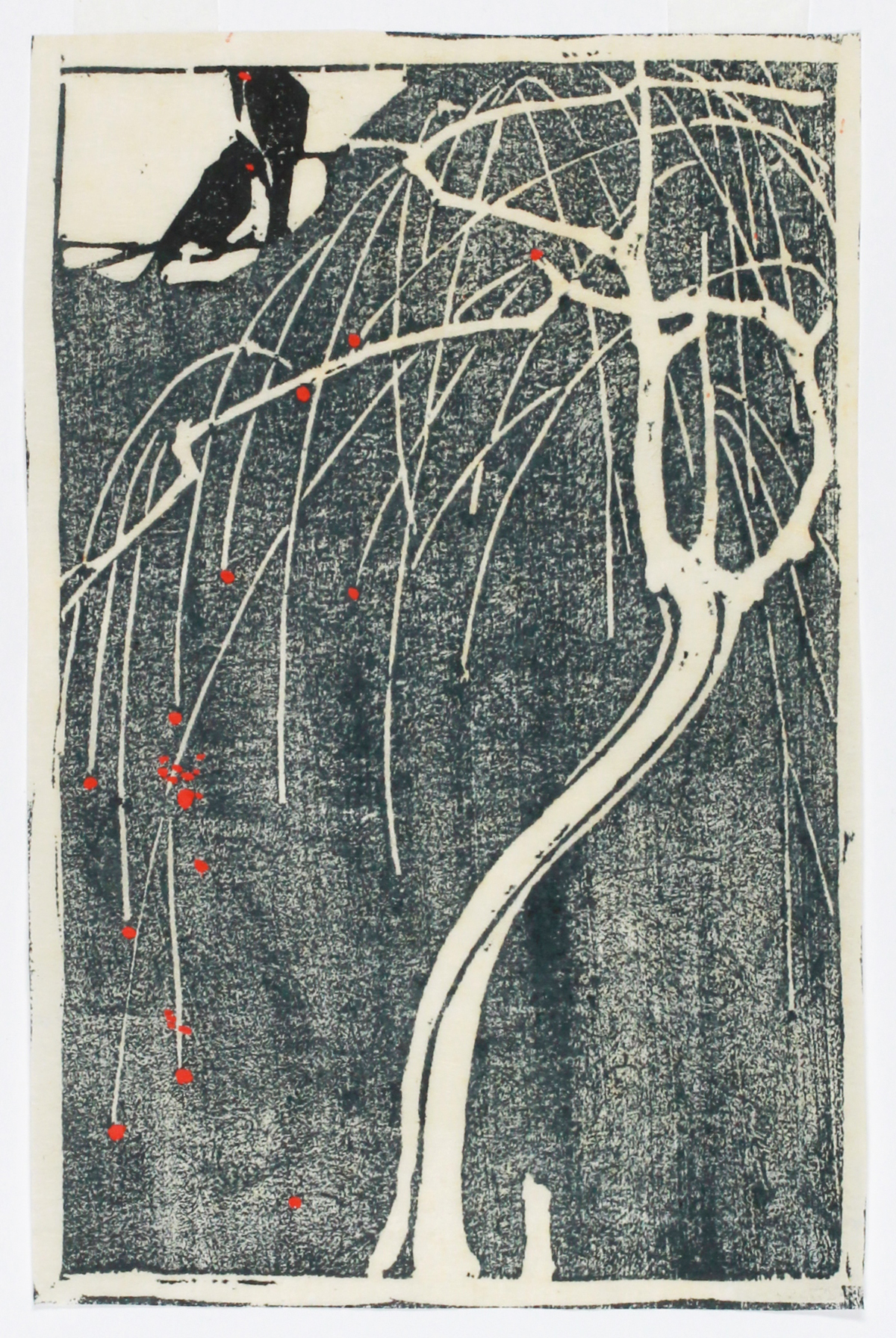
Осень
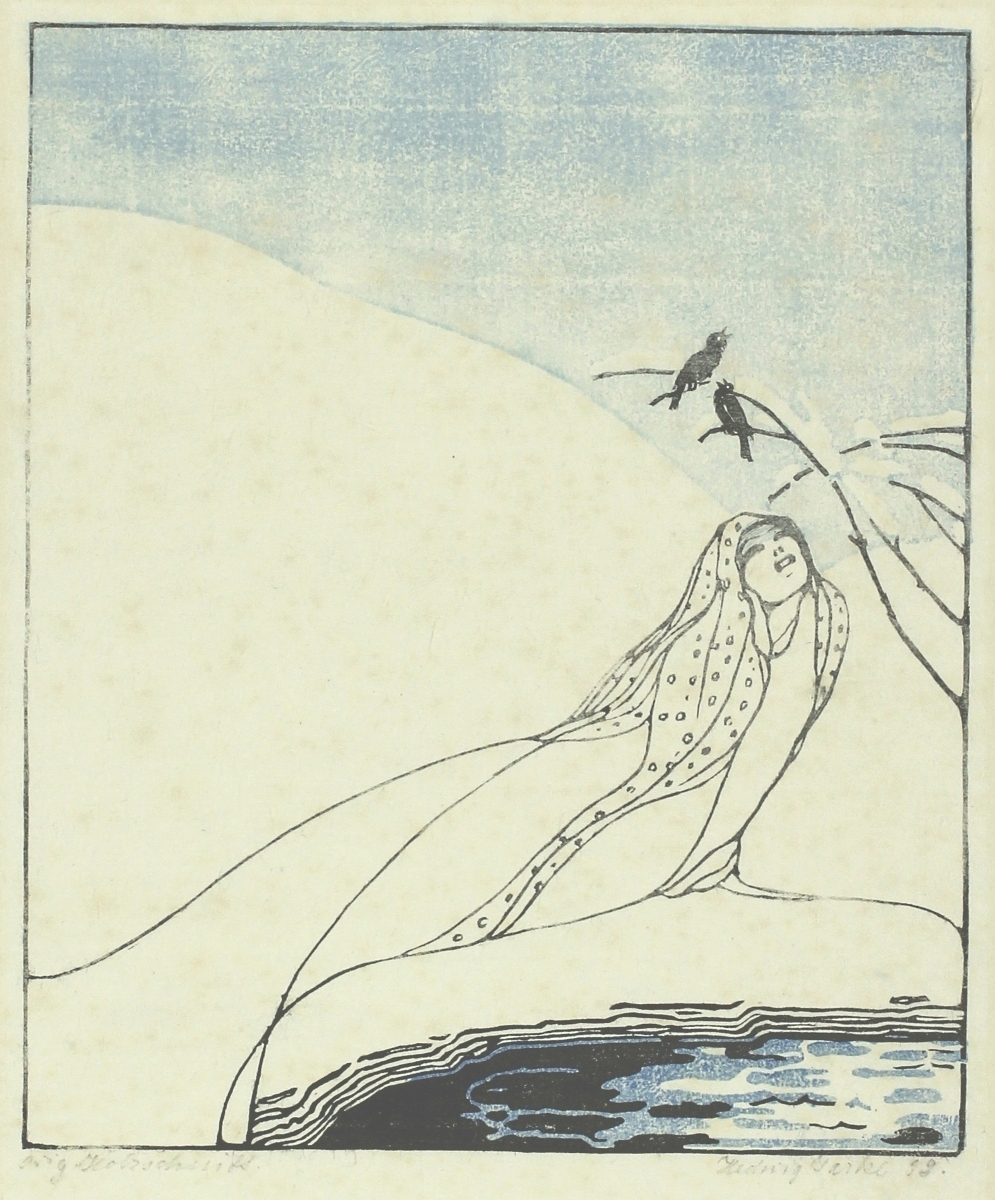
Сказочная фигура с двумя птицами
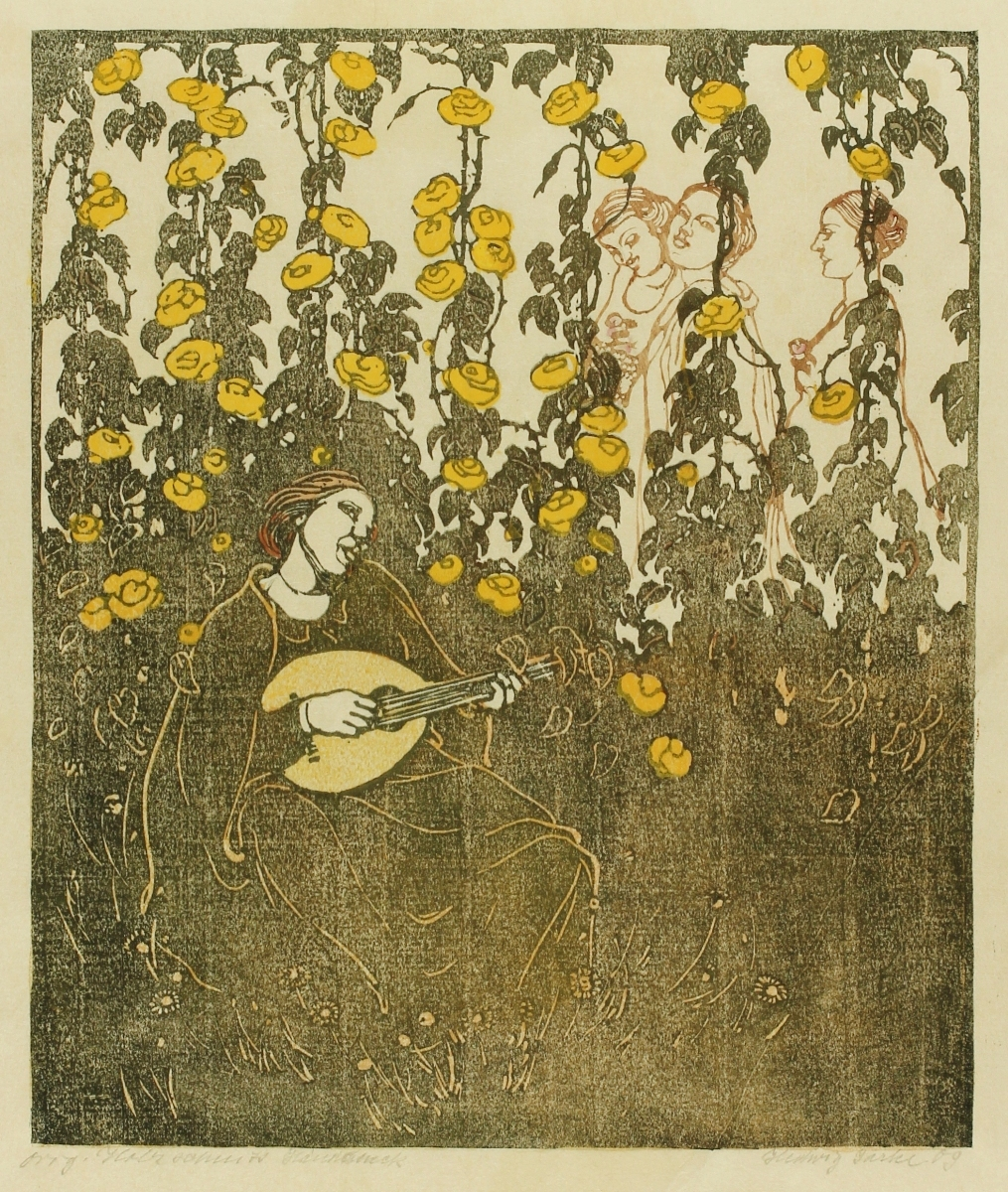
Музыкант с лютней в старинном саду.
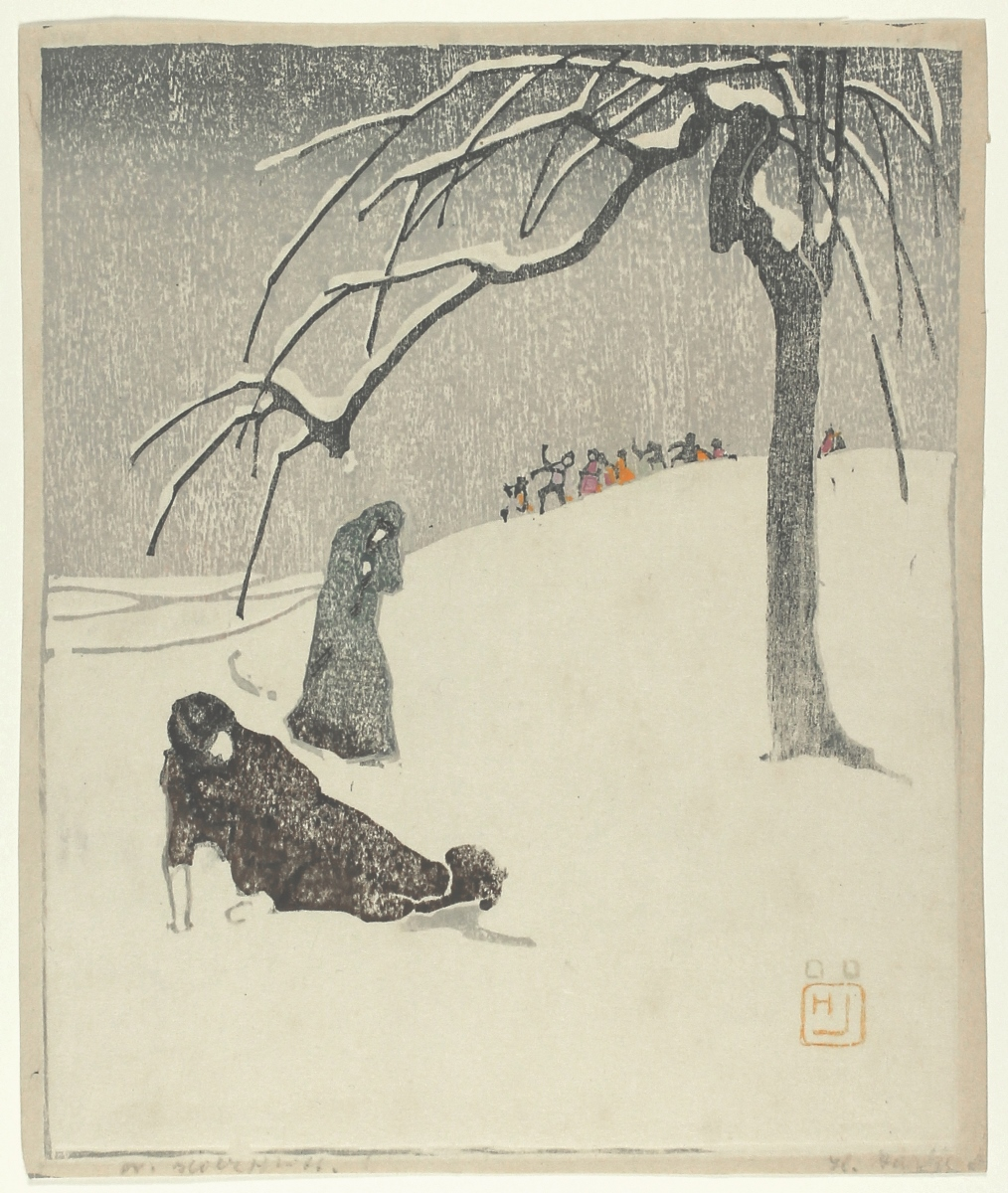
Люди в снегу.
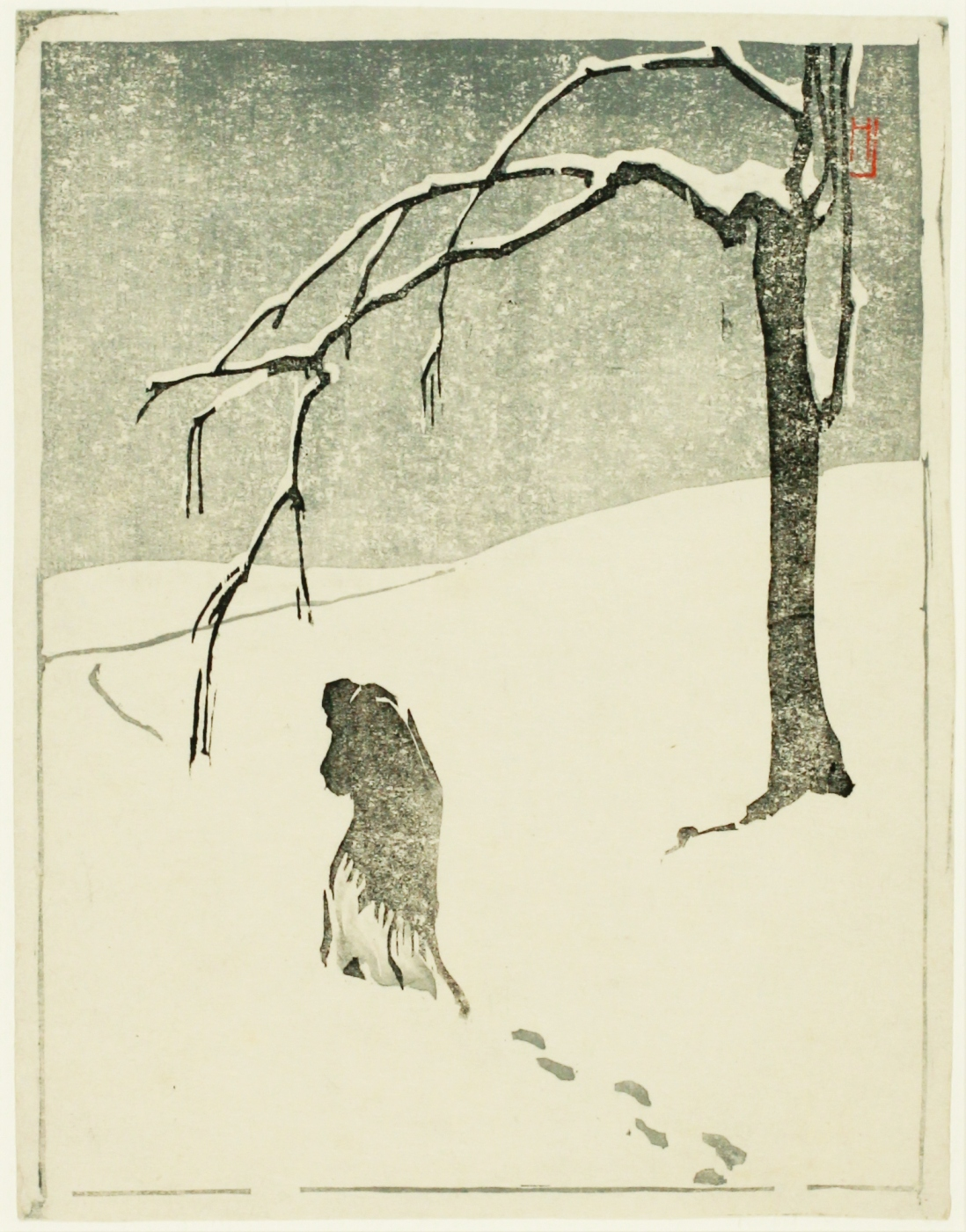
Зима
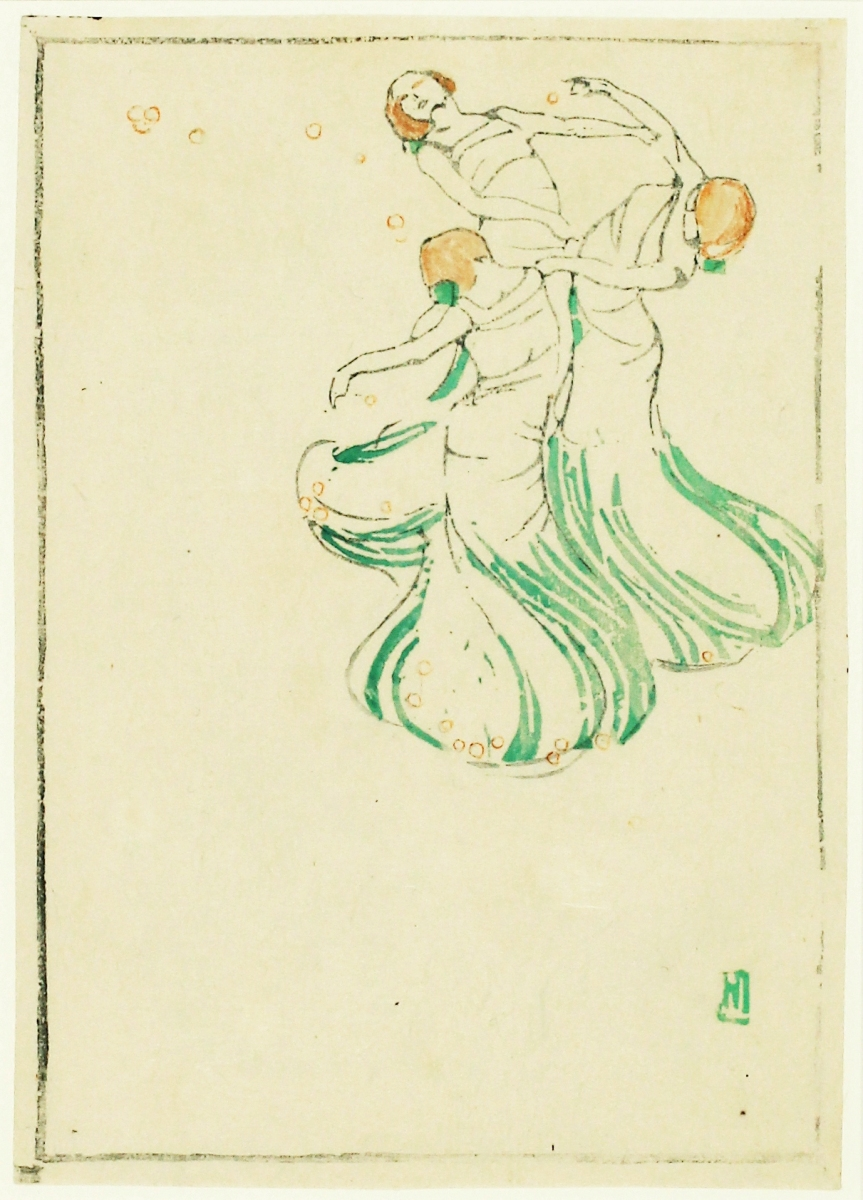
Весна
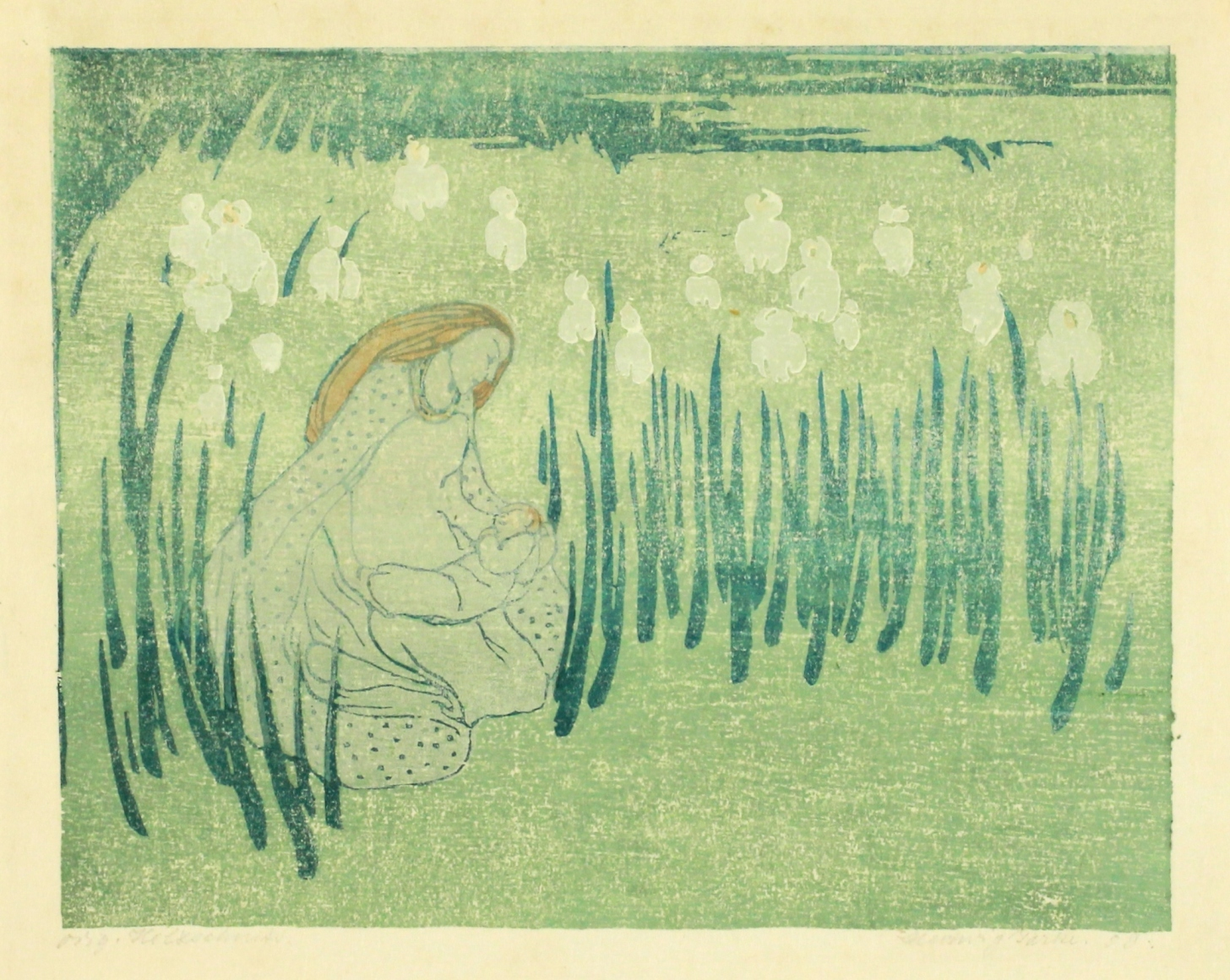
Лето